# Mellilla snoviaria
Mellilla snoviaria là một loài bướm đêm trong họ Geometridae.